# Basil Rathbone
Basil Rathbone (Johannesburgo, 13 de junio de 1892 - Nueva York, Estados Unidos, 21 de julio de 1967) fue un actor británico que se hizo famoso como actor teatral shakesperiano y por sus interpretaciones de Sherlock Holmes y de elegantes villanos en películas de espadachines tales como The Adventures of Robin Hood (1938) y El signo del Zorro (1940).

## Biografía

### Inicios
Su verdadero nombre era Philip St. John Basil Rathbone. Nació en Johannesburgo, Sudáfrica, de padres ingleses: Edgar Philip Rathbone, ingeniero de minas, y su esposa Anna Barbara, violinista. Tuvo una hermana y un hermano menores, Beatrice y John. La familia huyó a Inglaterra cuando Basil tenía tres años, a causa de la acusación de los bóer contra su padre de espiar a favor de los británicos en los inicios de la segunda guerra bóer.
Basil se educó en la Repton School, donde destacó en deportes. En 1916 se alistó para servir durante la Primera Guerra Mundial en el London Scottish Regiment () como soldado y más tarde como teniente en el Liverpool Scottish. En el London Scottish, sirvió junto a los actores Claude Rains, Herbert Marshall y Ronald Colman. Se sintió profundamente afectado por la noticia de la muerte de su hermano John cerca de Arrás, el 4 de junio de 1918, y se especula con que la indiferencia al peligro que luego mostró se debía al deseo de vengarlo. Convenció a sus superiores de que le permitieran explorar posiciones enemigas durante el día, en lugar de por la noche, como era lo habitual para minimizar la posibilidad de ser detectado. Rathbone llevaba un traje especial de camuflaje que se parecía a un arbusto, con una corona de follaje recién arrancado sobre el casco y el rostro y manos pintados con corcho quemado. Como resultado de estas incursiones de reconocimiento diurnas altamente peligrosas, en septiembre de 1918 fue recompensado con la Military Cross por "atrevimiento notable y recursos en patrulla".
Rathbone se formó tempranamente como un hábil practicante sobresaliente de esgrima con florete, llegando a nivel olímpico.

### Carrera
Tuvo su primera aparición en el teatro en el Theatre Royal de Ipswich, el 22 de abril de 1911, con el papel de Hortensio en la obra La fierecilla domada, en la compañía teatral de su primo Sir Frank Benson, bajo la dirección de Henry Herbert. En octubre de 1912 viajó de gira por Estados Unidos con la misma compañía, actuando como Paris en Romeo y Julieta, Fenton en Las alegres comadres de Windsor, en Como gustéis, etc. De vuelta a Inglaterra apareció en Londres en el Teatro Savoy el 9 de julio de 1914, en el papel de Finch en El pecado de David. En diciembre de ese año apareció en el teatro Shaftesbury interpretando al Delfín en el Enrique V de Shakespeare. Durante 1915 viajó con Benson y apareció con él en el teatro Court de Londres en diciembre, en el papel de Lisandro en El sueño de una noche de verano.
Durante el festival de verano de 1919 trabajó en Stratford-upon-Avon con la New Shakespeare Company interpretando a Romeo, Cassius, Ferdinando en La tempestad, Florizel en El cuento de invierno etc; en octubre estaba en el Queen's Theatre de Londres haciendo el papel de Aide-de-Camp en Napoleon, y en febrero de 1920 trabajó en el Teatro Savoy en el papel principal de Peter Ibbetson con un gran éxito.
Durante los años 20, Rathbone interpretó con regularidad obras de William Shakespeare así como otros papeles del teatro inglés. Empezó a viajar y apareció en el Cort Theatre de Nueva York en octubre de 1923, y viajó por los Estados Unidos en 1925 debutando en San Francisco (mayo) y en el Lyceum Theatre de Nueva York, (octubre). Volvió a Estados Unidos nuevamente en 1927, 1930, y 1931, cuando apareció en escena junto a Ethel Barrymore. Continuó su carrera teatral en Inglaterra, volviendo a los EE. UU. en 1934, donde trabajó junto a Katharine Cornell en varias obras.
También inició su carrera cinematográfica en 1925 en The Masked Bride, apareció en unos pocos títulos del cine mudo, y fue el detective Philo Vance en la película de 1929 The Bishop Murder Case. Rathbone se hizo famoso en la gran pantalla interpretando a elegantes villanos en dramas costumbristas y películas de espadachines de los años treinta, incluyendo David Copperfield (1935), Ana Karenina (1935) (interpretaba al esposo de Anna), Los últimos días de Pompeya (1935), El capitán Blood (1935), Historia de dos ciudades (1935), Robin de los bosques (1938) Tower of London (1939), y  como el capitán Esteban Pasquale en el film El signo del Zorro (1940), famosa por su gran finta de esgrima con floretes. El hijo de Frankenstein es la tercera película de la serie de Frankenstein de los Universal Studios y la última protagonizada por Boris Karloff como el monstruo. Estrenada en 1939, a menudo se cita entre las mejores de aquel año. Rathbone interpretaba al hijo del Dr. Frankenstein, el Dr. Wolf Frankenstein.
Fue admirado por su dominio del florete en sus películas (reconocía que la esgrima era uno de sus pasatiempos favoritos, y llegó a ser esgrimista olímpico), particularmente en el duelo de la playa en El capitán Blood y como Sir Guy de Gisbourne en la larga escena de lucha de Robin de los bosques. Otras notables luchas a espada aparecen en Tower of London, El signo del Zorro y The Court Jester (1956). A pesar de su destreza en la vida real, Rathbone sólo ganó una pelea a espada en el cine, en Romeo y Julieta (1936). Rathbone ganó nominaciones a los Premios Óscar como actor secundario por sus papeles como Teobaldo en Romeo y Julieta (1936), y como el rey Luis XI en Si yo fuera rey (1938).
A pesar de sus éxitos cinematográficos, Rathbone insistía en que deseaba ser recordado por su carrera teatral, la cual también fue legendaria, y estimaba como su papel favorito el de Romeo.

### Los años de Sherlock Holmes
Rathbone es sobre todo ampliamente recordado por su papel protagonista como Sherlock Holmes en catorce películas rodadas entre 1939 y 1946, todas junto a Nigel Bruce como el Doctor Watson. Los dos primeros títulos, The Hound of the Baskervilles y The Adventures of Sherlock Holmes (ambos de 1939) estaban situados en la misma época de las historias originales. Ambas películas fueron realizadas por 20th Century Fox. Posteriores episodios, hechos en Universal Studios, empezando con Sherlock Holmes and the Voice of Terror (1942), ya fueron situados en época contemporánea, y algunos de ellos tuvieron intrigas relacionadas con la Segunda Guerra Mundial. Rathbone y Bruce también interpretaron sus papeles en una serie radiofónica, The New Adventures of Sherlock Holmes (1939-1946). Las múltiples secuelas tuvieron el efecto de encasillar a Rathbone ligado a la personalidad detectivesca, que fue incapaz de quitarse definitivamente de encima la influencia del personaje. Posteriormente, lo explotó voluntariamente en un sketch televisivo con Milton Berle a principios de los años 50 en que se puso la gorra cervadora y la capa de Inverness, y, de nuevo vestido como Holmes, apareció en los años 60 en una serie de anuncios televisivos para Gertz Exterminators ("Getz los atrapa, ¡desde 1888!").
A pesar de la dudosa calidad de algunas de las últimas películas de Holmes, Rathbone capturó maravillosamente la esencia del personaje de sir Arthur Conan Doyle tan convincentemente encarnado, que fue el definitivo Sherlock Holmes de su época y, para algunos, todavía lo sigue siendo. Verdaderamente, Rathbone tenía un llamativo parecido físico con la concepción del personaje que Sidney Paget plasmó en sus ilustraciones para las historias de Holmes publicadas en The Strand Magazine.

### Últimos años
En la década de 1950, Rathbone sobresalió en dos parodias de sus primeros villanos espadachines, La gran noche de Casanova (1954), junto a Bob Hope y El bufón de la corte (1956), con Danny Kaye. Apareció frecuentemente en programas de televisión, y tuvo un importante papel en el drama político de John Ford El último hurra (1958).
Rathbone también actuó en Broadway, en diversas obras de teatro. En 1948, ganó un premio Tony al mejor actor por su papel como el inflexible Dr. Austin Sloper en la obra La heredera, en la cual también trabajaba Wendy Hiller como su tímida y soltera hija. El papel del Dr. Sloper fue posteriormente representado por Ralph Richardson en la versión cinematográfica de 1949 La heredera. También fue elogiado por su actuación en J.B., de Archibald Macleish, una puesta al día sobre la figura bíblica de Job.
Durante las décadas de 1950 y 1960, siguió apareciendo en varios programas de televisión. Desafortunadamente, para pagar deudas debidas a los gustos lujosos de su esposa, tuvo que trabajar en películas de bajo presupuesto, tales como The Black Sleep (1956), Queen of Blood (1966), Ghost in the Invisible Bikini (1966), donde uno de los personajes bromea: "Ese tipo se parece a Sherlock Holmes", Hillbillies in a Haunted House (1967, junto a Lon Chaney Jr), y su último film, una película mexicana de terror llamada Autopsy of a Ghost (1968). Mientras tanto, su retrato de Sherlock Holmes se convertía en un icono también para las nuevas generaciones gracias a la frecuente repetición de sus antiguas películas en la televisión.
También es conocido por sus lecturas de las narraciones y poemas de Edgar Allan Poe, las cuales se han recogido junto a lecturas realizadas por Vincent Price. Price y Rathbone aparecieron, junto con Boris Karloff, en Tower of London (1939) y en La comedia de los horrores (1964). Rathbone y Price también coincidieron en el último segmento de la película de Roger Corman de 1962 Tales of Terror.
Basil Rathbone tiene tres estrellas en el Paseo de la Fama de Hollywood. Una está dedicada a su carrera cinematográfica, en 6549 Hollywood Boulevard; otra por su dedicación a la radio en 6300 Hollywood Boulevard; y una última por su trabajo televisivo en 6915 Hollywood Boulevard.

### Muerte
Basil Rathbone falleció por una enfermedad cardíaca en Nueva York en 1967, a los 75 años de edad. Su cuerpo fue enterrado en una cripta en el Shrine of Memories Mausoleum del Cementerio Ferncliff en Hartsdale, Nueva York.

## Vida personal
Rathbone se casó en 1914 con la actriz Ethel Marion Foreman, de la cual se divorció en 1926. Tuvo un hijo con su primera esposa, Rodion Rathbone (1915-1996), el cual mantuvo una breve carrera en Hollywood con el nombre de John Rodion. Durante su primer matrimonio mantuvo una breve relación con la actriz Eva Le Gallienne. 
Se casó por segunda vez en 1927 con la escritora Ouida Bergère. Después de que su hijo naciera y muriera en 1928, Basil y su segunda esposa adoptaron una niña, Cynthia Rathbone (1939-1969). Al igual que Charlie Chaplin y a diferencia de algunos de los actores británicos contemporáneos en Hollywood y Broadway, Rathbone nunca renunció a su ciudadanía británica.
Durante la carrera de Rathbone en Hollywood, Ouida Rathbone, que era también la representante de su marido, se ganó la reputación de organizar fiestas costosas y elaboradas en su casa, con muchas personas prominentes e influyentes en las listas de invitados. Estas veladas inspiraron un chiste de la película de comedia The Ghost Breakers (1940), donde Rathbone no aparece: durante una tremenda tormenta eléctrica en la ciudad de Nueva York, el personaje de Bob Hope observa que: "Basil Rathbone debe estar organizando una fiesta".

## Películas de Sherlock Holmes
- The Hound of the Baskervilles (El perro de los Baskerville) (1939).
- The Adventures of Sherlock Holmes (Las aventuras de Sherlock Holmes) (1939).
- Sherlock Holmes and the Voice of Terror (Sherlock Holmes y la voz del terror) (1942).
- Sherlock Holmes and the Secret Weapon (Sherlock Holmes y el arma secreta) (1943).
- Sherlock Holmes in Washington (Sherlock Holmes en Washington) (1943).
- Sherlock Holmes Faces Death (Sherlock Holmes desafía a la muerte) (1943).
- The Spider Woman (Sherlock Holmes y la mujer araña) (1944).
- The Scarlet Claw (La garra escarlata) (1944).
- The Pearl of Death (La perla maldita) (1944).
- The House of Fear (La casa del miedo) (1945).
- The Woman in Green (El caso de los dedos cortados) (1945).
- Pursuit to Algiers (Persecución en Argel) (1945).
- Terror by Night (Terror en la noche) (1946).
- Dressed to Kill (Vestida para matar) (1946).

## Premios y distinciones
Premios Óscar
| Año  | Categoría              | Película        | Resultado |
| ---- | ---------------------- | --------------- | --------- |
| 1937 | Mejor Actor de Reparto | Romeo y Julieta | Nominado  |
| 1939 | Mejor Actor de Reparto | Si yo fuera rey | Nominado  |